# Майерс, Филипп
Филипп Майерс (англ. Philippe Myers; род. 25 января 1997, Монктон) — канадский хоккеист, защитник клуба «Торонто Мейпл Лифс».

## Карьера

### Клубная
Не будучи выбранным на драфте, 21 сентября 2015 года подписал с «Филадельфией Флайерз» контракт новичка. Он продолжил свою карьеру в команде «Руэн-Норанда Хаскис», где стал одним из лучших игроков, а затем в фарм-клубе «лётчиков» «Лихай Вэлли Фантомс».
Дебютировал в НХЛ 17 февраля 2019 года в матче с «Детройт Ред Уингз», который закончился победой «Флайерз» со счётом 3:1. 6 марта 2019 года в матче с «Вашингтон Кэпиталз» забросил свою первую шайбу в НХЛ, матч закончился победой «Кэпиталз» со счётом 5:3. К марту 2020 года он стал одним из результативных игроков среди новичков сезона, но чемпионат был приотсановлен из-за пандемии COVID-19
8 декабря 2020 года подписал с командой новый трёхлетний контракт. В новом сезоне из-за полученной травмы и нестабильной формы, он набирал мало очков или не попадал в заявку на матчи, набрав при этом низкие показатели.
17 июля 2021 года был обменян в «Нэшвилл Предаторз» на Райан Эллиса. Из-за недостаточной игровой практики в марте 2022 года был переведён в «Торонто Марлис».
3 июля 2022 года был обменян в «Тампа-Бэй Лайтнинг» на Райана Макдону.

### Международная
В составе молодёжной сборной играл на МЧМ-2017, где стал серебряным призёром. На турнире заработал 3 очка за результативные передачи.
В составе сборной Канады играл на ЧМ-2019, где канадцы завоевали серебряные медали.